# PIN Group
|  | Dieser Artikel wurde aufgrund wesentlicher Mängel auf der Wartungs- und Qualitätssicherungsseite des Portal:Unternehmen eingetragen. Artikel, die nicht signifikant verbessert werden können, werden gegebenenfalls gelöscht. Bitte hilf mit, die inhaltlichen Mängel dieses Artikels zu beseitigen, und beteilige dich an der Diskussion. |

Die PIN Group AG S.A. war eine Holding zahlreicher regionaler deutscher Postunternehmen. Ursprünglich hatte sie ihren Sitz in Leudelingen im Großherzogtum Luxemburg. Mit Beginn ihrer notwendig gewordenen Sanierung wurde die Geschäftsführung jedoch nach Köln verlagert. In Köln war zu der Zeit auch die, mittlerweile wegen Insolvenzeröffnung aufgelöste, zentrale Dienstleistungsgesellschaft der PIN Group, die PIN Shared Service Center GmbH (vormals Sitz in Berlin), ansässig. Die Rechtsform der PIN Group AG S.A. ist die einer Aktiengesellschaft (AG), nach luxemburgischem Recht ist es eine Société Anonyme (S.A.)
Zahlreiche Beteiligungen wurden Ende September 2008 von der Verlagsgruppe Georg von Holtzbrinck gekauft.

## Die Anfänge
Die PIN intelligente Dienstleistungen AG, ein Postunternehmen aus Berlin, das heute PIN Mail AG heißt, war Ausgangspunkt für die weit später entstandene PIN Group AG. Der Berliner Briefdienstleister wurde im April 1999 von Bernhard Klapproth und Martina Roitzsch in Berlin gegründet. Die Briefzustellung in Berlin begann am 17. August 1999. Die PIN Mail AG betreibt eigene PIN-Filialen und PIN-Partner-Shops und eigene PIN-Briefkästen in Berlin.
Nachdem sich eine Aufhebung des Briefmonopols in Deutschland abzeichnete, beteiligten sich Mitte 2004 die Axel Springer AG und die Verlagsgruppe Georg von Holtzbrinck mit jeweils 30 Prozent der Aktien an der PIN intelligente Dienstleistungen AG. Die Aktien wurden von den Unternehmensgründern und der DKB Wagniskapital GmbH übernommen.
Im Oktober 2005 wurden die restlichen Anteile der PIN-Gründer von der WAZ-Mediengruppe und der luxemburgischen Beteiligungsgesellschaft Rosalia Investment S.A. von Günter Thiel übernommen, die PIN Group S.A. wurde gegründet. Im Sommer 2006 brachten die Zeitungsverlage Madsack, M. DuMont Schauberg, Rheinisch-Bergische
Verlagsgesellschaft und Verlag W. Girardet KG ihre Briefdienstleistungsunternehmen in das Unternehmen ein. Dafür erhielten diese einen zehnprozentigen Anteil an der PIN Group S.A.

## Entwicklung seit 2007
Mit der Übernahme der Briefnetz Süd GmbH & Co. KG (BNS), eines Zusammenschlusses der Briefdienstleistungsunternehmen von 12 Zeitungsverlagen in Bayern und Baden-Württemberg, verfügte die PIN Group ab April 2007 über ein bundesweites Zustellnetzwerk. Die Erweiterung der Geschäftsaktivitäten um die förmliche Zustellung von Behördenpost gelang der PIN Group S.A. mit dem Kauf des in Ulm ansässigen Briefdienstleisters DirektExpress.
Ab Juni 2007 befand sich die Gesellschaft unter mehrheitlicher Kontrolle des Axel-Springer-Verlags, der seinen Anteil an dem Unternehmen von 23,5 Prozent auf 71,6 Prozent erhöhte. Die zusätzlichen Anteile erwarb die Axel Springer AG für 510 Mio. Euro von den Miteigentümern WAZ, Verlagsgruppe Georg von Holtzbrinck und Rosalia.
Die PIN Group S.A. fungierte als Holding und war zuständig für die Strategie der Unternehmensverbindung und die Planung des operativen Geschäfts, welches durch die deutschen Tochtergesellschaften und Beteiligungen betrieben wurde.
Im Februar 2007 arbeiteten rund 7.000 sozialversicherungspflichtige Beschäftigte bei der PIN Group S.A. Der Vorstandsvorsitzende Günter Thiel kündigte an, bis Ende 2007 sollte es mehr als 20.000 sozialversicherungspflichtige Arbeitsverhältnisse geben. Dazu kam es nicht.
Mit der Einführung der Postmindestlohnverordnung zum 1. Januar 2008 mussten alle Postdienstleister einen Mindestlohn von 9,80 Euro zahlen. Der Hauptaktionär Axel-Springer ging davon aus, dass damit keine profitable Tätigkeit möglich gewesen wäre und stieg im Oktober 2007 aus dem Unternehmen aus. Die Minderheitsaktionäre unter der Führung von Holtzbrinck versuchten, den Betrieb zu sanieren und mit möglichst vielen der 9000 Mitarbeitern weiter zu führen. Der Düsseldorfer Rechtsanwalt Horst Piepenburg wurde zum Geschäftsführer bestellt. Die Postmindestlohnverordnung wurde 2010 durch das Bundesverwaltungsgericht für rechtswidrig erklärt. 2015 folgte das Mindestlohngesetz.
Die bundesweite Tätigkeit wurde eingestellt, PIN liefert nur noch in Berlin selbst aus. Dafür übernahm das Unternehmen Logistik-Funktionen für große Versender, insbesondere Amazon Prime.

## Beteiligungen 2007
Zum PIN Group S.A. Unternehmensverbund gehörten 2007 folgende Tochtergesellschaften:
- PIN Mail Hannover GmbH, Hannover (früher Citipost Gesellschaft für Kurier- und Postdienstleistungen mbH)
- DBU Die Briefunion GmbH, Brakel
- PIN Mail Münsterland GmbH, Münster (früher Brief Direkt GmbH)
- PIN Mail GmbH, Erfurt-Alach (früher THPS Thüringer Post Service GmbH)
- PIN Mail GmbH, Brakel (früher Annen-Post GmbH)
- PIN Mail GmbH, Düsseldorf (früher NET-DBS Netzwerk Deutscher Briefservice GmbH)
- PIN Mail GmbH, Essen (früher WPS Westdeutscher Post Service GmbH)
- PIN Mail GmbH, Hamburg (früher Punkt Direktvertriebs GmbH)
- PPD, Bremen (Privater Postdienst),
- PIN Mail GmbH, Kassel (früher Annen-Post Kassel GmbH)
- PIN Mail GmbH, Neumünster (früher Porto sparen im Norden GmbH)
- PIN Mail GmbH, Wildau (früher Brief-Express Röder GmbH)
- PIN Mail GmbH, Woltersdorf (früher Speedy-Express GmbH)
- Regio Print-Vertrieb GmbH, Saarbrücken, Marke: saarriva
- arriva GmbH, Singen am Hohentwiel (Bodensee)[12]
- Briefnetz Süd GmbH & Co. KG (BNS)
- Direktexpress Holding AG Ulm

Darüber hinaus hielt die PIN Group eine 100%ige Beteiligung an der PIN Mail AG in Berlin, aus der sie hervorgegangen war. Insgesamt gehörten 91 regionale Tochtergesellschaften zur PIN Group S.A.

## PIN-Partner-Shops in Sparkassen
Zur Ausweitung ihres Filialnetzes wurden PIN-Partner-Shops in Sparkassen eröffnet; so zunächst ab 1. September 2007 mit der Sparkasse Siegen und ab 14. September 2007 mit der Verbands-Sparkasse Wesel, bei der PIN-Shops in allen Kunden-Centern in Wesel, Hamminkeln und Schermbeck eingerichtet wurden. Weitere NRW-Sparkassen sollten folgen – die Nutzung des gesamten deutschen Sparkassen-Filialnetzes (17.000 Filialen) wurde Ende 2007 von PIN angestrebt. Am 31. Dezember 2008 stellte die Verbands-Sparkasse Wesel den Post-Service in allen Vertriebsstellen ein, nachdem die Zusammenarbeit mit dem Rechtsnachfolger, dem WAZ Postservice, nicht wie zu Beginn des Projektes geplant weiter verlief.

## Arbeitnehmerrechte und Kritik
Die Gewerkschaft ver.di und die Arbeitnehmervertreter kritisierten im Frühjahr 2007 vor allem die Behandlung und Bezahlung der ca. 9.000 PIN-Beschäftigten. Die im Vergleich zur Deutschen Post günstigeren Portopreise wurden durch zu niedrige Einkommen der Zusteller erkauft, die unter dem Existenzminimum lagen. Viele Mitarbeiter waren zur Aufstockung auf das staatliche Arbeitslosengeld II angewiesen.
Des Weiteren wurden Betriebsräte nicht anerkannt und nicht zugelassen. Außerdem versuchte die PIN Group, eine rechtmäßige Streikaktivität gerichtlich zu verbieten. Die TAZ überschrieb daher, in Anspielung auf die ebenfalls in der Kritik stehende Art der Mitarbeiterführung einer Supermarktkette, einen Artikel über die PIN AG mit „Der Lidl unter den Postdienstleistern“.
Im Februar 2007 teilte Ver.di in ihrer Mitgliederzeitschrift mit, dass eine Vereinbarung über die Aufnahme von Tarifverhandlungen unterzeichnet wurde. Geplant waren ein Haustarif, Konsultationen über Mitbestimmung und Ausbildung sowie eine regelmäßige Gesprächsrunde auf Vorstandsebene.
Die PIN Group S.A. war im Oktober 2007 mutmaßlich an der Gründung der Gewerkschaft der Neuen Brief- und Zustelldienste (GNBZ) beteiligt.

## Postmindestlohn
Aufgrund der öffentlichen Diskussionen über Dumpinglöhne bei den neuen Postdienstleistern und wegen der kurz zuvor beschlossenen Möglichkeit zur Ausweitung des Arbeitnehmer-Entsendegesetzes (AEntG) auf weitere Branchen schlossen die Gewerkschaft ver.di und der Arbeitgeberverband Postdienste einen Tarifvertrag über einen Mindestlohn von 8,00 bis 9,80 Euro je Stunde ab. Dieser Tarifvertrag wurde von den neuen Postunternehmen heftig kritisiert. Die Deutsche Post AG hätte nach Ansicht der Wettbewerber ihre Führerschaft im Arbeitgeberverband Postdienste ausgenutzt, um hohe Mindestlöhne für die neuen Postunternehmen zu diktieren, die einen fairen Wettbewerb nicht mehr zugelassen hätten.
Nachdem sich die Bundesregierung im November 2007 auf eine Einführung eines Mindestlohns im Briefzustellerbereich durch die Aufnahme in das Arbeitnehmer-Entsendegesetz geeinigt hatte, kündigte die Axel Springer AG massiven Widerstand an. So wurde insbesondere in Bild, B.Z., Die Welt etc. ausführlich über vermeintliche Nachteile des Mindestlohns für Briefzusteller berichtet. Außerdem wurden die PIN-Mitarbeiter zu einer von den Arbeitgebern organisierten Demonstration gegen den Post-Mindestlohn am 9. Oktober 2007 aufgefordert.
Der allgemeine Mindestlohn für die Briefdienstleistungsbranche wurde vom Bundesverwaltungsgericht im Jahre 2010 für unwirksam erklärt.

## Investitionsstopp
Mathias Döpfner, Vorstandsvorsitzender der Axel Springer AG, kündigte am 14. Dezember 2007 an, der Hauptanteilseigner mit 63,7 Prozent hätte in den letzten 2 Jahren schon ca. 620 Millionen Euro in die PIN Group S.A. investiert. Weitere Verluste könnten nicht übernommen werden, so dass der PIN Group S.A. wohl die Insolvenz drohe. Nach dem Ausstieg des Hauptaktionärs Axel Springer AG machte Günter Thiel, CEO der PIN Group S.A., ein Angebot zur Übernahme der Aktienanteile (Management-Buy-out). Durch einen „höheren zweistelligen Millionenbetrag“ wollte er den Fortbestand des Unternehmens für ein halbes Jahr sichern.
Am 19. Dezember 2007 wurde bekannt, dass die PIN Group trotz gescheiterter Verhandlungen mit der Axel Springer AG weitergeführt werden sollte. Neuer Vorstandsvorsitzender wurde Horst Piepenburg im Januar 2008, der dabei von Hans-Joachim Ziems, der die ehemals insolvente Kirch Media Group saniert hat, unterstützt werden sollte.
Die PIN Group S.A. hatte laut Eigenangaben auf der Website noch am 10. Januar 2008 folgenden Vorstand:
- Günter Thiel – Chief Executive Officer (CEO)
- Julian Deutz – Chief Financial Officer (CFO)
- Karsten Böhrs – Chief Operating Officer (COO)

## Insolvenzanträge von PIN Group Unternehmen

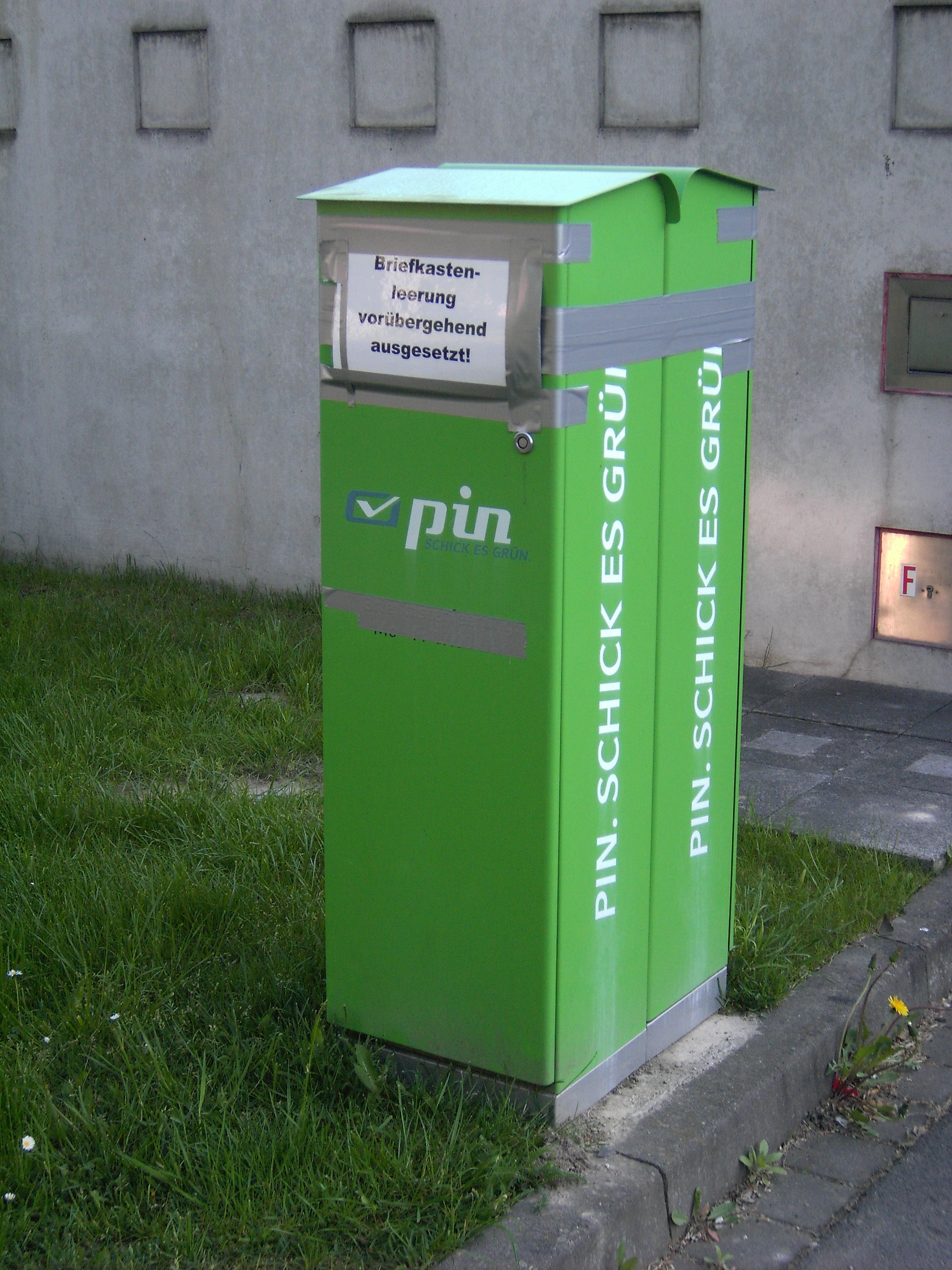
Geschlossener PIN-Group-Briefkasten nach der Insolvenz

Ab 21. Dezember 2007 beantragten zahlreiche Tochtergesellschaften der PIN Group S.A. Insolvenz:
- Am 21. Dezember 2007 stellten 7 Gesellschaften in Bremen, Fulda, Kassel, Köln, Landshut, München und Trier einen Antrag auf Eröffnung eines Insolvenzverfahrens, da sie nach eigenen Angaben die fälligen Sozialversicherungsbeiträge für ihre Beschäftigten nicht mehr zahlen konnten.[26]

- Am 28. Dezember 2007 wurde beim Amtsgericht Köln der Antrag auf Eröffnung eines Insolvenzverfahrens für die Regio Print-Vertrieb GmbH (Saarriva) in Saarbrücken, die PIN Mail Münsterland GmbH in Münster und die BZM Briefzentrum Münsterland GmbH in Emsdetten gestellt. Diese hatten insgesamt 340 Beschäftigte.[27]

- Am 9. Januar 2008 gab der neue Firmenchef Horst Piepenburg bekannt, die im Dezember 2007 durch seinen Vorgänger Günter Thiel angekündigten Entlassungen zu stoppen. Piepenburg begründete dies damit, dass das Interesse von Investoren größer sei als erwartet.

Bisher wurden damit für 18 Tochterunternehmen Insolvenzanträge eingereicht. In der Folge mussten 19 weitere Tochtergesellschaften Insolvenzanträge stellen. Damit waren laut Angaben von Horst Piepenburg am 23. Januar 2008 rund zwei Drittel der 9.000 Beschäftigten von der Insolvenz betroffen. Ende Februar 2008 waren 37 der 91 PIN-Gesellschaften in der Insolvenz.
Die PIN zahlte ab Januar 2008 den Postmindestlohn von 9,80 Euro je Stunde und stellte sich somit nicht geltendem Recht entgegen.
Die PIN Group Holding und die zentrale Dienstleistungsgesellschaft (PIN Shared Service Center GmbH) stellten am 25. Januar 2008 beim Amtsgericht Köln ebenfalls einen Insolvenzantrag. Wie der Spiegel berichtete, wäre ein PIN-Aktionär nicht bereit gewesen, eine Forderung von etwa 1,5 Millionen Euro gegenüber der PIN Group zu stunden. Nach dem Ausstieg der Axel Springer AG reichten die Finanzmittel der PIN noch bis Ende Februar 2008. Durch die Insolvenz hatten die bisherigen Gesellschafter keinen Einfluss mehr auf die Geschäftsführung.
Bruno Kübler wurde zum Insolvenzverwalter der PIN Group bestellt. Er kündigte am 26. Februar 2008 an, dass zahlreiche Arbeitsplätze abgebaut werden müssten. Die PIN Group suchte nach Investoren. Kübler räumte ein, dass zum 1. März 2008 bereits 2.770 Beschäftigte und damit ein Viertel der ehemals 11.400 Beschäftigten arbeitslos geworden waren. Für die verbleibenden ca. 8.000 Beschäftigten wurde noch nach einem Investor gesucht.
Die PIN Group hatte 2007 einen Umsatz von 275 Mio. Euro erwirtschaftet. Der Umsatz 2008 wurde auf 350 Mio. Euro geschätzt.

## Schließungen und Verkäufe
Ab Ende 2007 meldete etwa ein Drittel der Tochterunternehmen und im Januar 2008 auch die PIN Group AG selbst Insolvenz an, nachdem die Axel Springer AG keine Investitionsgelder mehr nachschieben wollte. In der Folge wurden rund 60 Tochterunternehmen geschlossen oder verkauft und fielen so aus dem PIN-Mail-Zustellnetz heraus oder gingen zumindest der Marke PIN Mail verloren.
Folgend sind diejenigen Unternehmen – unter Angabe der Mitarbeiterzahl (MA) – aufgelistet, die Insolvenzantrag stellten, geschlossen oder verkauft wurden. (Stand 22. September 2010)
- Holding: PIN Group AG S.A. Köln, 39 MA, geschlossen
- 01. PPD GmbH, Bremen, 286 MA, geschlossen
- 02. PIN Mail GmbH, Kassel, 589 MA, geschlossen
- 03. PIN Mail Landshut GmbH, 143 MA, geschlossen
- 04. PIN Mail München GmbH & Co. KG, 157 MA, verkauft
- 05. PIN Mail Osthessen GmbH, Fulda, 13 MA, geschlossen
- 06. PIN Shared Service Center, Köln/Berlin, 70 MA, geschlossen
- 07. TV Medienservice GmbH, Trier, 102 MA entlassen - 15 MA übrig, verkauft
- 08. REGIO Print-Vertrieb GmbH (Saarriva), Saarbrücken, 106 MA, verkauft
- 09. PIN Mail Münsterland GmbH, Münster, 468 MA, geschlossen
- 10. BZM Briefzentrum Münsterland GmbH, Emsdetten, 58 MA, verkauft
- 11. West Mail Zustelldienste II GmbH, Mainz, 89 MA, geschlossen
- 12. West Mail GmbH & Co. KG, Langenfeld, 801 MA, geschlossen
- 13. Westmail Zustelldienste Euregio GmbH, Aldenhoven, 120 MA, geschlossen
- 14. PIN Mail Schwerin GmbH, 34 MA, geschlossen
- 15. PIN Mail Westmünsterland GmbH, Borken, 62 MA, geschlossen
- 16. PIN Mail GmbH, Hamburg, 266 MA, geschlossen
- 17. West Mail III Koblenz, 110 geschlossen
- 18. PIN Mail GmbH Erfurt, 266 MA entlassen - 300 MA übrig, verkauft

18.: Verkauft an WAZ Logistik Iserlohn GmbH & Co. KG
- 19. PIN Mail GmbH Brakel, 523 MA, geschlossen
- 20. PIN Mail 59 GmbH, Soest, 190 MA, geschlossen
- 21. PIN Mail GmbH, Neumünster, 86 MA, geschlossen
- 22. LN Briefkurier GmbH, Lübeck, 264 MA, geschlossen
- 23. PIN Mail Frankfurt GmbH & Co. KG, Frankfurt, 130 MA, geschlossen
- 24. HNA Postlogistik GmbH, Kassel, 14 MA, geschlossen
- 25. PSW Postservice Westfalen GmbH, Hamm, 517 MA, geschlossen
- 26. PIN Mail 34 Zustellgesellschaft mbH, Kassel, 148 MA, geschlossen
- 27. PIN Mail Thüringen GmbH, 44 MA, verkauft

27.: Verkauft an WAZ Logistik Iserlohn GmbH & Co. KG
- 28. BPL Brief- und Paketlogistik GmbH, 467 MA, verkauft
- 29. PIN Mail 06 GmbH, Magdeburg, 185 MA, verkauft
- 30. PIN Mail 39, Magdeburg, 291 MA, verkauft
- 31. PIN Sortierservice München GmbH, 0 MA, geschlossen
- 32. PIN Mail Bayern GmbH, Würzburg, 90 MA, geschlossen
- 33. PIN Mail Südost GmbH, Passau, 145 MA, geschlossen
- 34. PIN Mail Stuttgart GmbH &Co. KG., 193 MA, geschlossen
- 35. PIN Mail Sachsen GmbH, 40 MA entlassen – 260 MA übrig, verkauft

35.: Käufer ist die Stark Holding Bremen
- 36. PIN Mail Nord GmbH, 5 MA, aktiv, Insolvenzgeld abgelaufen
- 37. PIN Development GmbH, Berlin, 17 MA, geschlossen
- 38. PIN MAIL Ingolstadt GmbH, 123 MA, geschlossen
- 39. PIN Mail Essen GmbH, 185 MA, verkauft ohne Insolvenz,

39.: Käufer WAZ Post-Service
- 40. PIN Mail Düsseldorf GmbH, 61 MA, verkauft ohne Insolvenz
- 41. PIN Mail Logistics GmbH Hamburg, 8 MA, verkauft ohne Insolvenz

40.–41.: Verkauft an Xanto GmbH & Co. KG.
- 42. PIN Mail Hannover GmbH (Inkl. Niederlassungen Braunschweig und Göttingen), 159 MA, verkauft ohne Insolvenz

42 Käufer der PIN Hannover ist die Verlagsgesellschaft Madsack GmbH & Co. KG
- 43. PIN MAIL 74, Troisdorf, Heilbronn, 17 MA, verkauft

Im Dezember 2007 waren es noch etwa 50 MA
- 44. PIN Mail Mitte GmbH, Hannover, ? MA, geschlossen
- 45. PIN Mail AG, Berlin + 8 Gesellschaften in Brandenburg, verkauft ohne Insolvenz
- 46. Arriva GmbH, Freiburg, ? MA, verkauft ohne Insolvenz
- 47. Mainpost Logistik, Würzburg, ? MA, verkauft ohne Insolvenz
- 48. Main-Sortier-Service GmbH, Würzburg, ? MA, verkauft ohne Insolvenz

45.–48.: Käufer ist die Verlagsgesellschaft Holtzbrinck, insgesamt wurden 2.500 Mitarbeiter übernommen
- 49. City Mail GmbH, Regensburg, etwa 160 MA, verkauft ohne Insolvenz

49.: Käufer ist der Mittelbayerische Verlag
- 50. PIN Mail Stralsund GmbH, etwa 100 MA, verkauft ohne Insolvenz

50.: heute: Nordkurier Logistik Nordvorpommern GmbH & Co. KG
- 51. MV Zustell GmbH, verkauft (heute Madsack Logistik Nord)
- 52. MV Logistik GmbH, verkauft (heute Nordbrief Rostock)

51.–52.: Zusammen ergeben diese beiden Unternehmen die NordBrief mit insgesamt 125 Mitarbeitern,
Käufer ist die Lübecker-Nachrichten-Gruppe
- 53. Direkt Express Holding (DEX), 730 MA, Verkauft

53. Die Anteile wurden durch die Direkt Express AG zurückgekauft. Diese spätestens 2011 insolvent.
- 54. PIN Deutschland GmbH Köln, bis 2011 aktiv

- Entlassene Mitarbeiter: rund 5.662
- Erhaltene Arbeitsplätze durch Verkauf: rund 5.455 (inklusive solventer/ohne Insolvenz verkaufter Unternehmen)
- Aktuelle Angestelltenzahl: rund 0 (bei rund 11.350 Mitarbeitern, laut Unternehmensangaben)

Da die genaue Mitarbeiterzahl nicht bekannt war, beruhen diese Angaben über aktuelle und entlassene Mitarbeiter auf Schätzungen und wird fortlaufend aktualisiert. Nach Schätzungen der PIN Group AG hatte diese insgesamt rund 11.350 Mitarbeiter.

## Investorensuche
Firmenchef Horst Piepenburg sollte im Januar 2008 bereits Gespräche mit amerikanischen Beteiligungsgesellschaften, darunter der Blackstone Group, Kohlberg Kravis Roberts (KKR) und Advent International, über eine Beteiligung geführt haben, was aber von diesen dementiert wird.
Dabei sollte die PIN Group AG möglichst als Ganzes verkauft werden. Die Gespräche mit Investoren befanden sich Anfang März 2008 bereits in der Due-Diligence-Prüfung.
Die Hannoversche Verlagsgesellschaft Madsack kaufte die gewinnbringende und solvente PIN Mail Hannover (ehemals Citipost Hannover) zurück. Auch einige andere Zeitungsverlage prüften damals einen Rückkauf ihrer ehemaligen Töchter. Der Mittelbayerische Verlag hatte Interesse an der Citymail Regensburg. Die Mainpost, eine Tochtergesellschaft der Verlagsgruppe Georg von Holtzbrinck, an der Würzburger Mainpost Logistik und der Pressegrossist Trunk aus München wollte dagegen die PIN München zurückkaufen, hieß es.
Die Französische La Poste hatte Medienberichten im März 2008 zufolge ein großes Interesse an der PIN Group AG S.A. und war auch bei den Verhandlungen dabei. Die La Poste bestätigte dazu bereits die Zeitungsberichte, wonach die restliche solvente Gruppe interessant wäre. Frankreichs La Poste war bereits mit der Pakettochter DPD in Deutschland aktiv. Allerdings stieß die staatliche La Poste bei einer Übernahme von Pin auf rechtliche Hürden. Denn der französische Briefmarkt war im Unterschied zum deutschen noch nicht für Wettbewerber geöffnet. Daher hätte La Poste versuchen können, mittels eines Partners in Deutschland zum Zuge zu kommen, um dieses Hindernis zu umgehen, hieß es in Branchenkreisen.
Auch der Axel-Springer-Verlag wurde als Interessent gehandelt. Demnach prüfte der Bild-Verlag einen Rückkauf der Punkt Direkt in Hamburg, um sie für die Zustellung von Anzeigen- und Wochenblättern zu nutzen. Dies ist auch geschehen.
Die Essener WAZ hätte dagegen kein Interesse an der PIN-Insolvenzmasse. Sie hatte bereits Ende 2007 die ehemalige Tochter WPS (jetzt WAZ Logistik Brief) zurückgekauft, um die sogenannte „letzte Meile“ zum Briefkasten selbst zu kontrollieren. Die WAZ blieb aber Minderheitsgesellschafter bei PIN.
Der Insolvenzverwalter der „PIN Group AG S.A.“, Bruno M. Kübler, war zuversichtlich, innerhalb kurzer Zeit einen Investor für die rund fünfzig nicht insolventen Gesellschaften der PIN-Gruppe zu finden. Für den Fall, dass nicht der erwartete Kaufpreis geboten würde, beschloss die Gläubigerversammlung der PIN-Holding in Köln am 26. Mai 2008, dass die PIN-Gruppe unter Führung von Kübler weiter fortgeführt werden sollte.
Bruno M. Kübler, Hans-Joachim Ziems, Horst Piepenburg und Karsten Zabel wurden als neue Mitglieder des Aufsichtsrats der PIN Mail AG Berlin berufen. Die Arbeitnehmerinteressen wurden weiterhin von Andreas Poser und Udo Raabe vertreten. Zum Aufsichtsratsvorsitzenden wurde Bruno M. Kübler gewählt, stellvertretender Vorsitzender wurde laut Pressemitteilung der Holding im Juni 2008 Hans-Joachim Ziems.
Die Stuttgarter Verlagsgruppe Georg von Holtzbrinck wurde im September 2008 einer der größten Konkurrenten der Deutschen Post. Der Insolvenzverwalter der PIN-Holding, Bruno Kübler, verkaufte zwölf Gesellschaften mit etwa 2.500 Beschäftigten an den Verlag. Das betraf die PIN Mail AG Berlin, acht PIN-Gesellschaften in Brandenburg, die Freiburger Arriva, die „Main-Post Logistik“ und „die Main-Sortier-Service“ in Würzburg. Außerdem kauften mehrere Verlage ihre alten regionalen Briefdienste zurück. Für weitere zwanzig Gesellschaften mit 1.200 Mitarbeitern wurden noch Investoren gesucht.

## Philatelie
Von 2000 bis 2008 brachte die PIN Group Briefmarkeneditionen heraus, die sowohl Motive lokaler Ausrichtung (Beispiele: Brandenburger Tor, Auerbachs Keller in Leipzig), ebenso Sportvereine (Hertha BSC, Kölner Haie), als auch Motive eines besonderen Lokalkolorits (Berliner Zoo, Buddy Bären, Ampelmännchen) berücksichtigen.